# Conjunto Cinza (Campina Grande)
O Conjunto Cinza é um bairro da cidade de Campina Grande, no estado da Paraíba. Localizado na Zona Sul da cidade, à Leste da Alça Sudoeste dos quilômetros 159 e 160. 
Oficialmente chamado Conjunto Rogério Lustosa, é dividido em duas partes: o Conjunto Cinza propriamente dito e o Loteamento João Agripino, situado às margens da Avenida Dr. Francisco Lopes de Almeida. Limita-se com o bairro das Malvinas (norte), Três Irmãs e Conjunto Ronaldo Cunha Lima (ambos ao sul), Rocha Cavalcante e Conjunto Ana Amélia (leste) e Jardim Verdejante (oeste).